# Élections générales peleliennes de 2018
Les élections générales peleliennes de 2018 sont les élections générales ayant eu lieu dans l'État de Peleliu aux Palaos. Elles se sont déroulées le 4 décembre 2018.
Il y avait 956 électeurs enregistrés.

## Candidatures

### Candidats à la fonction de gouverneur
Deux candidats se sont présentés au poste de gouverneur :
| Nom                | Qualité                | Dépôt de candidature | Résultats |
| ------------------ | ---------------------- | -------------------- | --------- |
| Temmy Shmull       | Gouverneur en fonction | 21 septembre 2018    | 309       |
| Jackson Ngiraingas |                        |                      | 265       |

### Candidats à la Législature
Les candidats pour la Législature sont au nombre de 19, dont 12 pour les 5 sièges octroyés à la circonscription générale de Peleliu. Les candidats pour la circonscription générale sont :
| Nom                  | Qualité | Résultats |
| -------------------- | ------- | --------- |
| Bill G. Rekemel      |         | 295       |
| Burton Lee Wong      |         | 288       |
| Florah M. Tewid      |         | 246       |
| Eufrasia N. Remeliik |         | 245       |
| Umedib M. Ridep      |         | 215       |

Les candidats des villages traditionnels sont :
| Nom               | Qualité | Village    | Résultats |
| ----------------- | ------- | ---------- | --------- |
| Andres Napoleon   |         | Ngerchol   | 101       |
| Joel Okada        |         | Ngesias    | 49        |
| Johanes Tsuneo    |         | Ngesias    | 49        |
| C. Salii Rekemel  |         | Teliu      | 35        |
| Edburgh Mabel     |         | Ngerkeukl  | 56        |
| Cordino Soalablai |         | Ngerdelolk | 45        |

Les candidats pour le village de Ngesias étant arrivé ex æquo, un second tour est organisé dans ce village le 7 janvier 2019.

## Sources